# Abul Djabar
Abul Djabar (... – Kabul, 21 ottobre 1970) è stato un serial killer afghano che ha ucciso almeno 65 persone ed è sospettato di aver ucciso più di 300 uomini e ragazzi.
Strangolava le sue vittime con un turbante mentre le stuprava. Djabar fu arrestato dalla polizia mentre tentava di uccidere un'altra vittima. Fu condannato a morte e impiccato il 21 ottobre 1970. Due persone innocenti erano state precedentemente giustiziate per gli omicidi.